# Rudolf von Schön
Rudolf von Schön (6 tháng 10 năm 1810 tại điền trang Friedrichsgabe, hạt Insterburg, Đông Phổ – 10 tháng 9 năm 1891 tại Berlin) là một sĩ quan quân đội Phổ. Sau khi phục vụ quân ngũ qua các cấp bậc, ông đã xuất ngũ với quân hàm Thượng tướng kỵ binh.
Khi còn trẻ, ông học Luật tại các đại học ở Göttingen, Bonn và Königsberg. Trong thời gian này, ông từng là thành viên của các Liên đoàn Sinh viên Borussia Göttingen (1825) và Littuania (1829).